# バーリ県

バーリ県
Città metropolitana di Bari

バーリ県（バーリけん、イタリア語: Città metropolitana di Bari）は、イタリア共和国プーリア州に属する県級行政区画。県都バーリはプーリア州の州都である。
法制上の位置づけは、2015年1月1日に従来の県（Provincia）から大都市圏（Città metropolitana）に移行した。
イタリア語版ウィキペディア等では廃止された Provincia di Bari と新設された Città metropolitana di Bari が別項目になっているが、便宜上双方を「バーリ県」として本項で扱う。

## 地理

### 位置・広がり
プーリア州中部に位置し、北東側はアドリア海に面する。
隣接する県は以下の通り。
- 南東 - ブリンディジ県
- 南 - ターラント県
- 南西 - マテーラ県 （バジリカータ州）
- 西 - ポテンツァ県 （バジリカータ州）
- 北西 - バルレッタ＝アンドリア＝トラーニ県

### 主要な都市
2001年の国勢調査に基づく居住地区（Località abitata）別人口統計によれば、人口3万人以上の都市は以下の通り。
- バーリ - 281,292人
- アルタムーラ - 63,009人
- モルフェッタ - 61,939人
- ビトント - 52,125人
- コラート - 44,105人
- グラヴィーナ・イン・プーリア - 41,247人
- モノーポリ - 37,076人
- モドゥーニョ - 35,523人

- バーリ
- アルタムーラ
- モルフェッタ

## 行政区画
バーリ県には41のコムーネが所属する。2009年に、県北西部にあったバルレッタ、アンドリア、トラーニなど7つのコムーネが県から離脱し、隣接するフォッジャ県の3つのコムーネと共に、新たにバルレッタ＝アンドリア＝トラーニ県が編成された。
主要なコムーネ（人口上位10位）は下表の通り。左端の数字はISTATコードを示す。人口は2011年1月1日現在。右の地図中の番号は、コムーネのISTATコード下3桁を示す。下表に掲げた主要なコムーネのうち、地図中に名称を記さなかったものについては、番号を太字で示した。
| コード | 自治体名                     | 人口    |
| ------ | ---------------------------- | ------- |
| 072006 | バーリ                       | 320,475 |
| 072004 | アルタムーラ                 | 69,665  |
| 072029 | モルフェッタ                 | 60,159  |
| 072011 | ビトント                     | 56,462  |
| 072020 | コラート                     | 48,101  |
| 072030 | モノーポリ                   | 49,622  |
| 072023 | グラヴィーナ・イン・プーリア | 44,383  |
| 072027 | モドゥーニョ                 | 38,826  |
| 072021 | ジョーイア・デル・コッレ     | 28,100  |
| 072046 | トリッジャーノ               | 27,553  |

## 文化・観光

### 世界遺産
- アルベロベッロのトゥルッリ （アルベロベッロ）

## スポーツ

### サッカー
県内に本拠を置くプロサッカークラブとしては以下がある。所属リーグは2012-13シーズン現在。
- ASバーリ （バーリ） - セリエB（2部リーグ）

## 交通

### 空港
- バーリ空港 （バーリ）

## 人物

### 著名な出身人物
- ニコロ・ピッチンニ - 18世紀の作曲家。バーリ生まれ。
- セルジオ・パヌンツィオ - 政治思想家。モルフェッタ生まれ。
- ニコラ・ルッチ - 指揮者。バーリ生まれ。
- フランコ・カラッチオーロ - 指揮者。バーリ生まれ。
- ピエロ・デ・パルマ - テノール歌手。モルフェッタ生まれ。
- ドメニコ・モドゥーニョ - 歌手、作曲家、俳優、政治家。ポリニャーノ・ア・マーレ生まれ。
- ビト・アンツォフェルモ - プロボクサー。俳優。パーロ・デル・コッレ生まれ。
- ヴィタントニオ・リウッツィ - F1ドライバー。ロコロトンド生まれ。
- アントニオ・カッサーノ - サッカー選手。バーリ生まれ。